# Chapelle Saint-Gilles de Chauveheid
Pour les articles homonymes, voir Chapelle Saint-Gilles.
La chapelle Saint-Gilles est un édifice religieux catholique sis dans le hameau de Chauveheid (commune de Stoumont), en province de Liège (Belgique).  Construite au XVIIe siècle elle est lieu de culte paroissial. La chapelle est classée au patrimoine de Wallonie.

## Localisation
La chapelle se trouve dans le hameau ardennais de Chauveheid au carrefour de plusieurs chemins au lieu-dit Le Caty. L'édifice est entouré de hêtres au moins bicentenaires. 

## Historique
L'édifice a été réalisé vers la fin du XVIIe siècle et dépendait alors de l'église de Rahier, filiale de Bodeux. Depuis 1803, elle dépend de la paroisse de Chevron. Il est possible mais non démontré que la chapelle actuelle ait remplacé un oratoire plus ancien, le hameau se trouvant sur l'un des chemins de pèlerinage consacré à Saint Gilles dès la fin du XIe siècle. On ajouta en 1801 à cette chapelle une petite pièce à l'avant de la nef D'après une tradition locale, c'était afin de permettre aux fidèles de Froidville de s'abriter aussi pendant les offices. En effet, quand ceux-ci arrivaient, la chapelle était déjà remplie par les habitants de Chauveheid.

## Description
La chapelle se compose d'une nef de trois travées percée de petites baies rectangulaires avec encadrements en bois et barreaux ainsi que d'un chevet à trois pans. Elle est bâtie en moellons de grès issus de la région. La toiture en ardoises possède un clocheton carré surmonté d'une croix.

## Classement
La chapelle est reprise depuis le 16 février 1944 sur la liste du patrimoine immobilier classé de Stoumont alors que le site formé par la chapelle Saint-Gilles et les hêtres qui l'entourent y est repris depuis le 30 septembre 1982.

## Source et lien externe
- « Chapelle Saint-Gilles - Ourthe Vesdre Amblève », sur ovatourisme.be via Wikiwix (consulté le 10 juillet 2023)